# House of the Dead (film)
House of the Dead è un film del 2003 diretto da Uwe Boll.
Il soggetto è basato sul videogioco di SEGA The House of the Dead. Il film è uscito negli Stati Uniti il 10 ottobre 2003 ed in Italia il 23 luglio 2004. Nel 2005 è stato prodotto il sequel: Cacciatori di zombi.

## Trama
Rudy, sopravvissuto a un'esperienza fuori dal normale, comincia a raccontare la storia "di come tutto ha avuto inizio".
Un gruppo di adolescenti (Karma, Simon, Alicia, Greg, Cynthia) si reca ad un rave party organizzato su Isla de la Muerte, a poche miglia dalla Florida.
I ragazzi si apprestano a prendere il traghetto, ma al loro arrivo è già partito. Si rivolgono ad un peschereccio comandato dal capitano Kirk (Jürgen Prochnow) il quale, su insistenza dei ragazzi, si offre di accompagnarli all'isola per una cifra "inaccettabile": pur essendo in un primo momento titubante sul trasportare o meno i ragazzi fino all'isola; una volta ingolosito dai soldi il capitano non si tira indietro. Alla festa intanto, le persone cominciano a scomparire rapidamente. L'assistente di Kirk, Salish, regala una croce a Cynthia per "proteggerla dagli spiriti maligni"; la ragazza tuttavia, non crede a quanto detto. All'arrivo dei ragazzi, l'isola è deserta e non c'è traccia dei festeggianti: è presente solo una calma innaturale da ogni parte. Troppo tardi si scoprirà che, da duecento anni, l'isola è abitata da Castillo Hermano, un prete fanatico del XIX secolo che fu messo al bando dalla Spagna per i suoi esperimenti sull'immortalità. Da quel momento in poi, i protagonisti diverranno vittime di un'orda di feroci zombie comandati dal diabolico prete.
Il capitano Kirk e Salish, sapendo che sarebbe arrivata una tempesta, decidono di andare a rifugiarsi in un'altra parte dell'isola, anche per sfuggire a Casper, una poliziotta tempo addietro amica del capitano, che adesso lo insegue per i suoi loschi affari; prima che la nave possa partire, però, Salish viene ucciso da un essere mostruoso. Alicia, Simon e Karma, si allontanano da Simon e Cynthia, impegnati ad amoreggiare. I tre raggiungono delle rovine costruite secoli fa: entrando nelle rovine, fanno la conoscenza di Liberty, Rudy e Hugh, che spiegano al gruppo di ragazzi dell'attacco degli zombi nel bel mezzo della festa. Il gruppo decide quindi di tornare indietro per recuperare Simon e Cynthia, rimasti ad amoreggiare nei pressi del palco. Arrivati lì, trovano soltanto Greg intrappolato nel bagno. Successivamente, Cynthia riemerge dalle ombre, ma la ragazza non è la solita di sempre, visto che attacca il gruppo e uccide Hugh. Si prepara poi ad aggredire gli altri ragazzi, ma viene infine uccisa dall'agente Casper.
Casper chiede al gruppo di portarla alla nave di Kirk. Recandosi lì, scoprono che la nave è stata conquistata dai non morti. Dopo un ennesimo scontro con gli zombie, Simon viene sfigurato e Kirk viene morso al braccio. Casper, insieme a Greg, si stacca dal gruppo per recarsi alla sua nave e contattare i suoi amici, ma quando anche il giovane compagno muore, l'agente rimane da sola. Dopo essersi recata alla "lancia" e aver scoperto che il collega è morto, ritorna dai ragazzi, i quali decidono di recarsi nella casa abbandonata. Riforniti di armi e munizioni, i ragazzi si scontrano con un esercito di zombie. Grazie alle loro abilità di combattimento (che in alcuni casi negano le leggi stesse della fisica e vanno oltre le possibilità umane) riescono ad avere la meglio su un esercito di morti viventi ed entrano nella casa, soltanto dopo un combattimento all'ultimo sangue, e con la perdita della povera Liberty e dell'agente Casper. Anche Kirk muore, facendosi saltare in aria con una granata insieme allo zombie di Salish. I superstiti scoprono che la casa non è altro che il laboratorio di Castillo Hermano. Liberando per sbaglio del sangue modificato geneticamente, risvegliano altri non morti, capiscono che "l'energia" che li alimenta è proprio il sangue. Anche Simon si suicida, permettendo agli altri di sopravvivere e di raggiungere un passaggio segreto. Qui, è Karma a rimanere uccisa da esseri mostruosi. Rudy e Alicia, gli ultimi due rimasti, vengono catturati da Castillo, che si spaccia per Greg. Il prete rivela ai due che ha bisogno di nuovi organi e ha intenzione di procurarseli dai loro corpi. I due riescono tuttavia a liberarsi e iniziano a combattere contro Castillo, riuscendolo finalmente ad ucciderlo. Rudy e Alicia riescono infine a scappare dall'isola, grazie alla venuta dei soccorritori. Tuttavia, Rudy rivela che Alicia è morta, e che l'ha fatta diventare "una di loro", tutto questo semplicemente per amore. Agli agenti speciali appena arrivati in elicottero consegna Alicia e quando uno dei presenti gli chiede come si chiama, Rudy dice anche il suo cognome che è Curien (il "cattivo" di tutti i videogiochi della serie, per cui il film è da considerarsi un prequel).

## Accoglienza, critica e novità
Il sito web Rotten Tomatoes, ha definito il film un adattamento da videogioco pessimo, danneggiando ancor più la reputazione di Uwe Boll.
Un altro sito web, IGN, ha reputato House of the Dead come un B-movie eccelso, dalla trama scontata e dal cast sconosciuto con media recitazione.
Nel cast tra i protagonisti c'era anche Erica Durance scartata dal cast ma riconfermata con una comparsata all'inizio del film ed era nella compagnia di amici che poi non ha deciso di andare al party, salvandosi; comparirà poi nelle scene finali.
Recentemente la rivista Empire ha collocato la pellicola al 35º posto nella classifica dei 50 film peggiori di sempre votati dai lettori.
Sempre nel 2005 il film ha avuto un sequel/re-boot diretto da Carl Bessai, in Italia il film è uscito sotto il nome di Cacciatori di zombi.